# Jan de Wolf
Jan de Wolf (Kampen, 1890. február 15. – Hengelo, 1955. március 25.) holland nemzetközi labdarúgó-játékvezető. Teljes neve Johannes Hendrikus Jan de Wolf.

## Pályafutása

### Nemzeti játékvezetés
Nemzeti labdarúgó-szövetségének megfelelő játékvezető bizottsága minősítése alapján lett az 1. Liga játékvezetője. Küldési gyakorlat szerint rendszeres partbírói szolgálatot végzett.

### Nemzetközi játékvezetés
A Holland labdarúgó-szövetség (KNVB) Játékvezető Bizottsága (JB) terjesztette fel nemzetközi játékvezetőnek, a Nemzetközi Labdarúgó-szövetség (FIFA) 1928-tól tartotta nyilván bírói keretében. Több nemzetek közötti válogatott és klubmérkőzést vezetett, vagy működő társának partbíróként segített. A holland nemzetközi játékvezetők rangsorában, a világbajnokság-Európa-bajnokság sorrendjében többedmagával a 34. helyet foglalja el 1 találkozó szolgálatával. A  nemzetközi játékvezetéstől 1934-ben búcsúzott. Válogatott mérkőzéseinek száma: 3.

#### Labdarúgó-világbajnokság
Az 1934-es labdarúgó-világbajnokságra a FIFA JB játékvezetőként alkalmazta. Selejtező mérkőzést az európai zónában vezetett.
| Időpont           | Helyszín                      | Mérkőzés típusa           | Mérkőzés              | Eredmény | Nézők száma |
| ----------------- | ----------------------------- | ------------------------- | --------------------- | -------- | ----------- |
| 1934. március 11. | Municipal Stadion, Luxembourg | előselejtező (8. csoport) | Luxemburg–Németország | 1 – 9    | 14 500      |

#### Olimpiai játékok
Az  1928. évi nyári olimpiai játékok labdarúgó tornáját, ahol a FIFA JB partbírói szolgálatra alkalmazta. A kor elvárása szerint az egyes számú partbíró játékvezetői sérülésnél átvette a mérkőzés vezetését. Partbíróként egy mérkőzésen 2. pozícióban kapott küldést.
| Időpont         | Helyszín                     | Mérkőzés típusa   | Mérkőzés            | Játékvezető      | Eredmény | Nézők száma |
| --------------- | ---------------------------- | ----------------- | ------------------- | ---------------- | -------- | ----------- |
| 1928. június 3. | Olimpiai Stadion, Amszterdam | egyik negyeddöntő | Uruguay–Németország | Mohammed Youssof | 4 – 1    | 25 131      |

#### Skandináv Bajnokság
Nordic Championships/Északi Kupa labdarúgó tornát Dánia kezdeményezésére az első világháború után, 1919-től a válogatott rendszeres játékhoz jutásának elősegítésére rendezték a Norvégia, Dánia, Svédország részvételével. 1929-től a Finnország is csatlakozott a résztvevőkhöz. 1983-ban befejeződött a sportverseny.
| Időpont         | Helyszín                    | Mérkőzés típusa | Mérkőzés            | Eredmény | Nézők száma |
| --------------- | --------------------------- | --------------- | ------------------- | -------- | ----------- |
| 1930. július 6. | Olimpiai Stadion, Stockholm | csoportmérkőzés | Svédország–Norvégia | 6 – 3    | 18 000      |